# Décès en 1184
Décès
- 1180
- 1181
- 1182
- 1183
- 1184
- 1185
- 1186
- 1187
- 1188

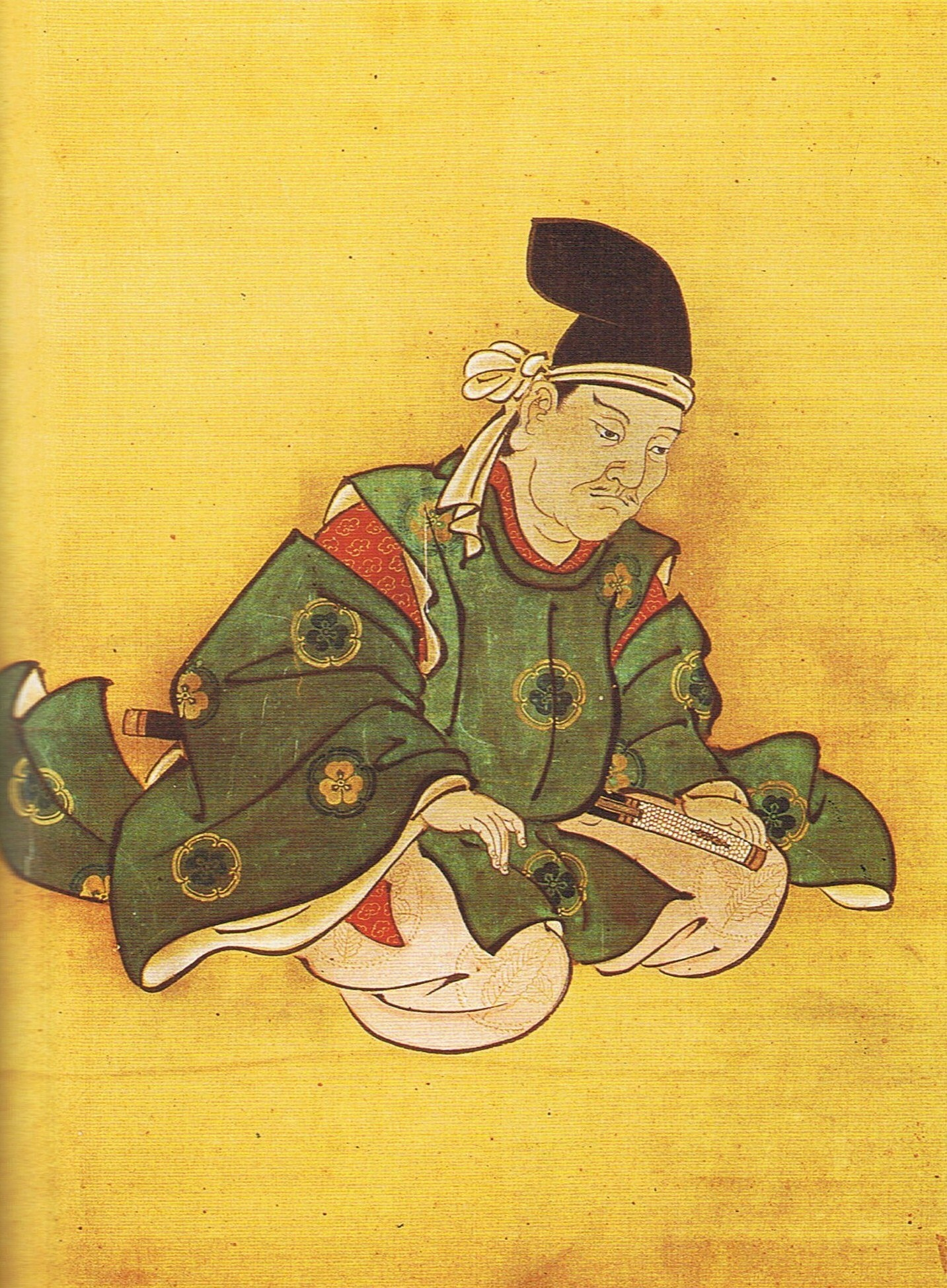
Kanehira Imai, mort en 1184.

Cette page dresse une liste de personnalités mortes au cours de l'année 1184 :
- 13 janvier : Girard la Pucelle, professeur de droit canon à l'Université de Paris et à l'école cathédrale de Cologne, évêque de Coventry.
- 20 janvier : Uchida Ieyoshi, samouraï du clan Kiso Minamoto.
- 21 février : Kanehira Imai, samouraï de la fin de l'ère Heian, vassal de Minamoto no Yoshinaka durant la guerre de Gempei.
- 7 mars : Othon Ier de Brandebourg, margrave de Brandebourg.
- 18 mars : Taira no Tadanori, samouraï, fameux pour sa mort prématurée en un combat singulier.
- 6 avril : Georges III de Géorgie, roi de Géorgie.
- 15 juin : Magnus V de Norvège, roi de Norvège
- 5 juillet : Albert, évêque de Saint Malo.
- 11 août : Armengol VII d'Urgell, dit el Castellano (le Castillan), comte d'Urgell.
- 30 septembre : Arnaud de Toroge (« Arnaud de la Tour Rouge », ou dit Toroge) 9e Grand Maître des Templiers.
- 18 novembre : Jocelin de Bohon, évêque de Salisbury et archidiacre de Winchester.

- Agnès d'Antioche, ou Agnès de Châtillon, reine de Hongrie.
- Béatrice Ire de Bourgogne, comtesse de Bourgogne puis impératrice du Saint-Empire et reine de Germanie.
- Calixte III, antipape.
- Froger, évêque de Sées.
- Minamoto no Yoshinaka, samouraï et un général de la fin de l'ère Heian au Japon.
- Otago Ier d'Abkhazie, duc d'Abkhazie de la dynastie des Chirvachidzé.
- Sasaki Hideyoshi, samouraï membre du clan Minamoto, qui combat les rébellions de Hōgen et Heiji et prend part à la guerre de Genpei.

date incertaine (vers 1184)
- Abu Yaqub Yusuf, deuxième calife de la dynastie Almohade.

## Crédit d'auteurs
- Cet article est partiellement ou en totalité issu de l'article intitulé « 1184 » (voir la liste des auteurs).